# Vranić (Kotor Varoš, BiH)
Vranić je naseljeno mjesto u općini Kotor Varoš, Republika Srpska, Bosna i Hercegovina.

## Stanovništvo

### 1991.
Nacionalni sastav stanovništva 1991. godine, bio je sljedeći:
ukupno: 311
- Muslimani - 289
- Hrvati - 12
- Srbi - 4
- ostali, neopredijeljeni i nepoznato - 6

### 2013.
Nacionalni sastav stanovništva 2013. godine, bio je sljedeći:
ukupno: 146
- Bošnjaci - 145
- ostali, neopredijeljeni i nepoznato - 1